# Mewa japońska
Mewa japońska (Larus crassirostris) – gatunek średniej wielkości ptaka z rodziny mewowatych (Laridae). Występuje w południowo-wschodniej Rosji, Japonii, Korei i wschodnich Chinach. Nie jest zagrożony wyginięciem.

## Taksonomia
Po raz pierwszy gatunek opisał Louis Pierre Vieillot w 1818 na podstawie holotypu z Nagasaki. Nowemu gatunkowi nadał nazwę Larus crassirostris. Obecnie (2021) Międzynarodowy Komitet Ornitologiczny podtrzymuje tę nazwę. Uznaje mewę japońską za gatunek monotypowy. Jej pokrewieństwo z poszczególnymi gatunkami rodzaju Larus jest niejasne.

## Morfologia

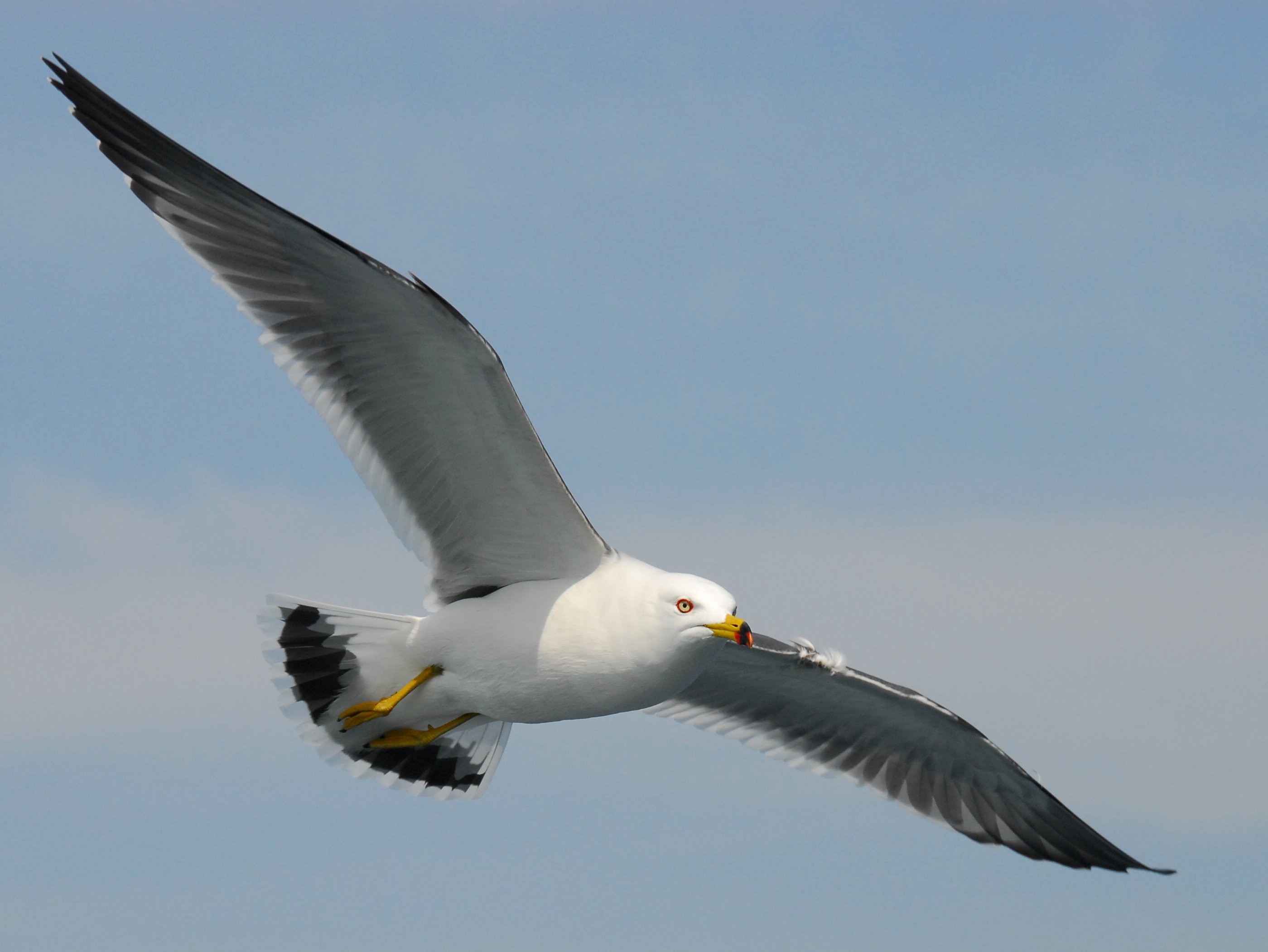
Mewa japońska w locie

Długość ciała wynosi 43–51 cm, rozpiętość skrzydeł 126–128 cm, masa ciała 436–640 g. Długość skrzydła samca: 365−396 mm, samicy: 352–385 mm. U osobników dorosłych wierzch ciała szaroczarny, skrzydła z czarnymi końcówkami. Na ogonie dostrzec można czarny pas, podobny jak u mew pręgosternych (Larus belcheri), występujących w Ameryce Południowej. Spód ciała, pokrywy białe. Dziób żółty z czarnym paskiem przed końcem i czerwonym końcem. Tęczówki jasne, nogi żółte.

## Zasięg występowania
Mewy japońskie zamieszkują południowo-wschodnią Rosję (Wyspy Kurylskie, Sachalin, wyspa Moneron, Wyspa Popowa, Zatoka Piotra Wielkiego), Japonię, Koreę i wschodnie Chiny (Szantung, Zhejiang, Fujian). W zimie zamieszkują większy teren, rozszerzając na południu zasięg po północną część Morza Południowochińskiego.

## Ekologia i zachowanie
Mewy japońskie zasiedlają wybrzeża, zatoki i estuaria. Gniazdują na piaszczystych lub kamienistych wybrzeżach, klifach i skalistych wysepkach. Skład pokarmu zmienia się lokalnie i w poszczególnych latach; mewy te żywią się małymi rybami, skorupiakami, owadami i odpadkami; zjadają również mięczaki i wieloszczety. Na Syberii okres składania jaj przypada na maj i czerwiec. Zniesienie liczy 2−3 jaja.

## Status
IUCN uznaje mewę japońską za gatunek najmniejszej troski (LC, Least Concern) nieprzerwanie od 1988 roku (stan w 2021). W 2006 roku szacowano liczebność światowej populacji na ponad 1,1 miliona osobników. BirdLife International ocenia trend populacji jako stabilny ze względu na brak istotnych zagrożeń bądź dowodów na spadki liczebności.